# Danh sách phó vương Napoli
Dưới đây là danh sách các phó vương Napoli kể từ khi vua Louis XII xâm lược Napoli năm 1501, trảI qua các thời kỳ cai trị của Pháp, xứ Aragon và Tây Ban Nha (sau khi hòa ước Lyon được ký kết năm 1504), Áo (chiếm từ trong chiến tranh kế vị Tây Ban Nha và sau đó được các cường quốc công nhận quyền cai trị vùng đất năm 1713 theo hòa ước Utrech), rồi lại rơi vào tay của Tây Ban Nha trở lại (trong cuộc chiến tranh kế vị Ba Lan, khi Charles nhà Bourbon chiếm lại vùng đất này năm 1734). Carlos của Tây Ban Nha sau đó chỉ bổ nhiệm 2 thống đốc cho vùng này trước khi sang kế thừa ngai vàng ở Tây Ban Nha. Chức phó vương vùng đất vì thế cũng không còn tồn tại sau đó nữa.

## Danh sách
Các nhân vật có tên in nghiêng và nền vàng là những phó vương tạm quyền cho đến khi phó vương chính thức được bổ nhiệm vào vị trí.
| Tên                                                | Chân dung              | Sinh - mất                                  | Thời gian giữ chức                                                  | Bổ nhiệm bởi            |
| Pháp chiếm đóng (1495)                             | Pháp chiếm đóng (1495) | Pháp chiếm đóng (1495)                      | Pháp chiếm đóng (1495)                                              | Pháp chiếm đóng (1495)  |
| -------------------------------------------------- | ---------------------- | ------------------------------------------- | ------------------------------------------------------------------- | ----------------------- |
| Gilberto, Bá tước xứ Montpensier                   |                        | 1443 - 15 tháng 10 năm 1496                 | Tháng 5 năm 1495 - 6 tháng 7 năm 1495                               | Charles VIII            |
| Pháp chiếm đóng (1501 - 1504)                      |                        |                                             |                                                                     |                         |
| Louis d'Armagnac, Công tước xứ Nemours             | không khung            | 1472 - 28 tháng 4 năm 1503                  | 1501 - 28 tháng 4 năm 1503                                          | Louis XII               |
| Ludovico II xứ Saluzzo                             | không khung            | 23 tháng 8 năm 1438 - 27 tháng 1 năm 1504   | 1503 - 1504                                                         | Louis XII               |
| Vương quốc Aragon chiếm đóng (1504 - 1521)         |                        |                                             |                                                                     |                         |
| Gonzalo Fernández de Córdoba                       | không khung            | 1 tháng 9 năm 1453 - 2 tháng 12 năm 1515    | 1504 - 11 tháng 6 năm 1507                                          | , Fernando II           |
| Juana xứ Aragón                                    | không khung            | 20 tháng 4 năm 1479 - 27 tháng 8 năm 1518   | Tháng 6 - tháng 11 năm 1507                                         | , Fernando II           |
| Juan II xứ Ribagorza                               | không khung            | 27 tháng 3 năm 1457 - 5 tháng 7 năm 1528    | 1507 - 8 tháng 10 năm 1509                                          | , Fernando II           |
| Antonio xứ Guevara                                 | không khung            | ? - 14 tháng 9 năm 1513                     | 8 – 23 tháng 10 năm 1509                                            | , Fernando II           |
| Ramón xứ Cardona - Anglesola                       | không khung            | 1467 - 10 tháng 3 năm 1523                  | 23 tháng 10 năm 1509 - tháng 5 năm 1512                             | , Fernando II           |
| Francisco de Remolins                              | không khung            | 1462 - 5 tháng 2 năm 1518                   | 1511 - 3 tháng 5 năm 1512 27 tháng 5 năm 1512 - 23 tháng 2 năm 1513 | , Fernando II Julius II |
| Bernart De Villamari                               | không khung            | ? - 1519                                    | tháng 10 năm 1514 - 1517                                            | , Fernando II           |
| Karl V cai trị (1522–1553)                         |                        |                                             |                                                                     |                         |
| Charles de Lannoy                                  | không khung            | c. 1487 - 23 tháng 9 năm 1527               | 16 tháng 7 năm 1522 - 20 tháng 10 năm 1523                          | , Karl V                |
| Andrea Carafa                                      | không khung            | ? - 1526                                    | 20 tháng 10 năm 1523 - tháng 6 năm 1526                             | , Karl V                |
| Ludovico Montalto                                  | không khung            | ? - ?                                       | 1526 - tháng 6 năm 1527                                             | , Karl V                |
| Hugo de Moncada                                    | không khung            | 1476 - 28 tháng 5 năm 1528                  | Tháng 9 năm 1527 - 28 tháng 4 năm 1528                              | , Karl V                |
| Philibert de Chalon                                | không khung            | 18 tháng 3 năm 1502 - 3 tháng 8 năm 1520    | 1528 - 3 tháng 8 năm 1530                                           | , Karl V                |
| Pompeo Colonna                                     | không khung            | 14 tháng 12 năm 1479 - 28 tháng 6 năm 1530  | 3 tháng 8 năm 1530 - 28 tháng 6 năm 1532                            | , Karl V                |
| Pedro Álvarez xứ Toledo và Zúñiga                  | không khung            | 13 tháng 7 năm 1484 - 22 tháng 2 năm 1553   | 4 tháng 9 năm 1532 - 22 tháng 2 năm 1553                            | , Karl V                |
| Luis Álvarez xứ Toledo                             | không khung            | ? - 1597                                    | 22 tháng 2 - 3 tháng 6 năm 1553                                     | , Karl V                |
| Pedro Pacheco xứ Villena                           | không khung            | 29 tháng 6 năm 1488 - 5 tháng 3 năm 1560    | 3 tháng 6 năm 1553 - 23 tháng 3 năm 1556                            | , Karl V                |
| Bernardino xứ Mendoza                              | không khung            | 1501 - 1577                                 | 23 tháng 3 năm 1555 - tháng 2 năm 1556                              | , Karl V                |
| Tây Ban Nha cai trị (1553–1707)                    |                        |                                             |                                                                     |                         |
| Fernando Álvarez xứ Toledo và Pimentel             | không khung            | 29 tháng 10 năm 1557 - 11 tháng 12 năm 1582 | Tháng 2 năm 1556 - 5 tháng 6 năm 1558                               | , Karl V                |
| Fernando Álvarez xứ Toledo và Pimentel             | không khung            | 29 tháng 10 năm 1557 - 11 tháng 12 năm 1582 | Tháng 2 năm 1556 - 5 tháng 6 năm 1558                               | , Felipe II             |
| Fadrique Álvarez xứ Toledo                         | không khung            | 1537 - 11 tháng 12 năm 1583                 | Tháng 9 - tháng 11 năm 1556                                         |                         |
| Juan Manrique de Lara                              | không khung            | ? - 21 tháng 6 năm 1570                     | 6 tháng 6 - 10 tháng 10 năm 1558                                    |                         |
| Bartolomé xứ Cueva và Toledo                       | không khung            | 24 tháng 8 năm 1499 - 30 tháng 6 năm 1562   | Tháng 10 năm 1558 - 12 tháng 6 năm 1559                             |                         |
| Pedro Afán xứ Ribera                               | không khung            | 1509 - 2 tháng 4 năm 1571                   | 12 tháng 6 năm 1559 - 2 tháng 4 năm 1571                            |                         |
| Antoine Perrenot xứ Granvelle                      | không khung            | 20 tháng 8 năm 1517 - 21 tháng 9 năm 1586   | 19 tháng 4 năm 1571 - 18 tháng 7 năm 1575                           |                         |
| Iñigo López xứ Mendoza và Mendoza                  | không khung            | 1512 - 21 tháng 4 năm 1580                  | Tháng 7 năm 1575 - 8 tháng 11 năm 1579                              |                         |
| Juan xứ Zúñiga và Requeséns                        | không khung            | 1539 - 17 tháng 11 năm 1586                 | 11 tháng 11 năm 1579 - 11 tháng 1 năm 1582                          |                         |
| Pedro nhà Téllez-Girón và Velasco                  | không khung            | 29 tháng 7 năm 1537 - 13 tháng 9 năm 1590   | 28 tháng 11 năm 1582 - Tháng 11 năm 1586                            |                         |
| Juan xứ Zúñiga và Avellaneda                       | không khung            | 1551 - 4 tháng 9 năm 1608                   | Tháng 11 năm 1586 - Tháng 11 năm 1595                               |                         |
| Enrique nhà Guzmán                                 | không khung            | 1 tháng 3 năm 1540 - 1607                   | 27 tháng 11 năm 1595 - 19 tháng 7 năm 1599                          |                         |
| Fernando Ruiz nhà Castro                           | không khung            | 14 tháng 12 năm 1548 - 19 tháng 10 năm 1601 | Tháng 7 năm 1599 - 19 tháng 10 năm 1601                             | , Felipe III            |
| Francisco Ruiz nhà Castro                          | không khung            | 1579 - 1637                                 | 20 tháng 10 năm 1601 - 5 tháng 4 năm 1603                           | , Felipe III            |
| Juan Alonso Pimentel xứ Herrera                    | không khung            | ? - 7 tháng 11 năm 1621                     | 6 tháng 4 năm 1603 - 11 tháng 7 năm 1610                            | , Felipe III            |
| Pedro Fernández nhà Castro và Andrade              | không khung            | 1560 - 19 tháng 10 năm 1622                 | Tháng 7 năm 1610 - 8 tháng 7 năm 1616                               | , Felipe III            |
| Pedro Téllez-Girón, Công tước xứ Osuna             | không khung            | 17 tháng 12 năm 1574 - 24 tháng 9 năm 1624  | 21 tháng 8 năm 1616 - 4 tháng 7 năm 1620                            | , Felipe III            |
| Gaspar xứ Borja và Velasco                         |                        | 26 tháng 7 năm 1580 - 28 tháng 12 năm 1645  | 4 tháng 7 - 14 tháng 12 năm 1620                                    | , Felipe III            |
| Antonio xứ Zapata và Cisneros                      | không khung            | 8 tháng 10 năm 1550 - 27 tháng 4 năm 1635   | 12 tháng 12 năm 1620 - 24 tháng 12 năm 1622                         | , Felipe III            |
| Antonio Álvarez xứ Toledo và Beaumont              | không khung            | 1568 - 29 tháng 1 năm 1639                  | 14 tháng 12 năm 1622 - 16 tháng 8 năm 1629                          | , Felipe IV             |
| Fernando Afán nhà Ribera và Enríquez               | không khung            | 10 tháng 5 năm 1583 - 28 tháng 3 năm 1637   | 17 tháng 4 năm 1629 - 13 tháng 5 năm 1631                           | , Felipe IV             |
| Manuel xứ Acevedo và Zúñiga                        | không khung            | 1586 - 12 tháng 11 năm 1653                 | 14 tháng 5 năm 1631 - 12 tháng 11 năm 1632                          | , Felipe IV             |
| Ramiro Núñez nhà Guzmán                            | không khung            | 1600 - 8 tháng 12 năm 1668                  | 13 tháng 11 năm 1637 - 6 tháng 3 năm 1644                           | , Felipe IV             |
| Juan Alfonso Enríquez nhà Cabrera                  | không khung            | 3 tháng 3 năm 1597 - 6 tháng 2 năm 1647     | 14 tháng 3 năm 1644 - 11 tháng 2 năm 1646                           | , Felipe IV             |
| Rodrigo Ponce xứ León                              | không khung            | 2 tháng 1 năm 1602 - 1658                   | 11 tháng 2 năm 1646 - 26 tháng 1 năm 1648                           | , Felipe IV             |
| Juan José của Áo                                   | không khung            | 7 tháng 4 năm 1629 - 17 tháng 9 năm 1679    | 26 tháng 1 - 1 tháng 3 năm 1648                                     | , Felipe IV             |
| Iñigo Vélez xứ Guevara                             | không khung            | 1597 - 1658                                 | 2 tháng 3 năm 1648 - 10 tháng 11 năm 1653                           | , Felipe IV             |
| García xứ Avellaneda và Haro                       | không khung            | 1588 - 1670                                 | 10 tháng 11 năm 1653 - 11 tháng 1 năm 1659                          | , Felipe IV             |
| Gaspar xứ Bracamonte và Guzmán                     | không khung            | 1595 - 16 tháng 12 năm 1676                 | 29 tháng 12 năm 1658 - 9 tháng 9 năm 1664                           | , Felipe IV             |
| Pascual xứ Aragón                                  | không khung            | 1626 - 1677                                 | 8 tháng 9 năm 1664 - 11 tháng 4 năm 1666                            | , Felipe IV             |
| Pascual xứ Aragón                                  | không khung            | 1626 - 1677                                 | 8 tháng 9 năm 1664 - 11 tháng 4 năm 1666                            | Carlos II               |
| Pedro Antonio xứ Aragon                            | không khung            | 1611 - 1690                                 | 8 tháng 4 năm 1666 - 3 tháng 1 năm 1671                             |                         |
| Fadrique Álvarez, Vương tử xứ León                 | không khung            | 27 tháng 2 năm 1635 - 9 tháng 7 năm 1705    | 3 tháng 1 năm 1671 - 14 tháng 2 năm 1672                            |                         |
| Antonio Pedro Sancho Dávila xứ Osorio              | không khung            | c. 1615 - 27 tháng 2 năm 1689               | 14 tháng 2 năm 1672 - 9 tháng 9 năm 1675                            |                         |
| Fernando Joaquín Fajardo                           | không khung            | 1635 - 2 tháng 12 năm 1693                  | 9 tháng 9 năm 1675 - 9 tháng 1 năm 1683                             |                         |
| Gaspar Méndez xứ Haro                              | không khung            | 1629 - 16 tháng 11 năm 1687                 | 16 tháng 1 năm 1683 - 16 tháng 11 năm 1687                          |                         |
| Lorenzo Onofrio Colonna                            |                        | 1637 - 1689                                 | 21 tháng 11 năm 1687 - 27 tháng 1 năm 1688                          |                         |
| Francisco de Benavides                             | không khung            | 1 tháng 11 năm 1645 - 1716                  | 31 tháng 1 năm 1688 - 5 tháng 2 năm 1696                            |                         |
| Luis Francisco xứ Cerda và Aragón                  | không khung            | 2 tháng 8 năm 1660 - 26 tháng 1 năm 1711    | 27 tháng 3 năm 1696 - 28 tháng 2 năm 1702                           |                         |
| Luis Francisco xứ Cerda và Aragón                  | không khung            | 2 tháng 8 năm 1660 - 26 tháng 1 năm 1711    | 27 tháng 3 năm 1696 - 28 tháng 2 năm 1702                           | , Felipe V              |
| Juan Manuel Fernández Pacheco                      | không khung            | 8 tháng 9 năm 1650 - 29 tháng 1 năm 1725    | 15 tháng 2 năm 1702 - 6 tháng 7 năm 1707                            |                         |
| Áo cai trị (1707–1737)                             |                        |                                             |                                                                     |                         |
| Georg Adam von Martinitz                           | không khung            | 1650 - 1714                                 | 7 tháng 7 - 31 tháng 10 năm 1707                                    | , Joseph I              |
| Wirich Philipp von Daun                            | không khung            | 19 tháng 10 năm 1669 - 30 tháng 6 năm 1741  | 1 tháng 11 năm 1707 - 30 tháng 7 năm 1708                           | , Joseph I              |
| Vincenzo Grimani                                   | không khung            | 1655 - 26 tháng 9 năm 1710                  | 1 tháng 7 năm 1708 - 26 tháng 9 năm 1710                            | , Joseph I              |
| Carlo Borromeo Arese                               | không khung            | 28 tháng 4 năm 1657 - 3 tháng 7 năm 1734    | 27 tháng 9 năm 1710 - 20 tháng 3 năm 1713                           | , Joseph I              |
| Carlo Borromeo Arese                               | không khung            | 28 tháng 4 năm 1657 - 3 tháng 7 năm 1734    | 27 tháng 9 năm 1710 - 20 tháng 3 năm 1713                           | , Karl VI               |
| Wirich Philipp von Daun                            | không khung            | 19 tháng 10 năm 1669 - 30 tháng 7 năm 1741  | 20 tháng 3 năm 1713 - 4 tháng 7 năm 1719                            |                         |
| Johann Wenzel von Gallas                           | không khung            | 23 tháng 3 năm 1669 - 25 tháng 7 năm 1719   | 4 - 25 tháng 7 năm 1719                                             |                         |
| Wolfgang Hannibal von Schrattenbach                | không khung            | 12 tháng 9 năm 1660 - 22 tháng 7 năm 1738   | 25 tháng 7 năm 1719 - 1721                                          |                         |
| Marcantonio Borghese                               | không khung            | 20 tháng 3 năm 1660 - 1729                  | 1721 - 1722                                                         |                         |
| Michael Friedrich von Althann                      | không khung            | 20 tháng 7 năm 1682 - 18 tháng 6 năm 1734   | 19 tháng 3 năm 1722 - 31 tháng 7 năm 1728                           |                         |
| Joaquín Fernández xứ Portocarrero                  | không khung            | 27 tháng 3 năm 1681 - 22 tháng 6 năm 1760   | 31 tháng 7 - 9 tháng 12 năm 1728                                    |                         |
| Aloys Thomas Raimund von Harrach                   | không khung            | 7 tháng 3 năm 1669 - 7 tháng 11 năm 1742    | 9 tháng 12 năm 1728 - 12 tháng 6 năm 1733                           |                         |
| Giulio Borromeo Visconti                           | không khung            | 1664 - 20 tháng 12 năm 1750                 | 12 tháng 6 năm 1733 - 1 tháng 6 năm 1734                            |                         |
| Vương quốc Napoli và Sicily (Các năm 1735 và 1744) |                        |                                             |                                                                     |                         |
| Manuel d'Orléans                                   | không khung            | 25 tháng 8 năm 1677 - 14 tháng 3 năm 1740   | 3 tháng 1 - 12 tháng 7 năm 1735                                     | Carlos                  |
| Michele Reggio xứ Branciforte                      | không khung            | 1682 - 1772                                 | 25 tháng 3 - 13 tháng 11 năm 1744                                   | Carlos                  |